# Bakers Brook (Bakers Brook Pond)
Der Bakers Brook ist ein 9 km langer Fluss im Westen von Neufundland im Gros-Morne-Nationalpark. 

## Flusslauf
Der Bakers Brook befindet sich im Süden der Great Northern Peninsula an der Westküste von Neufundland. Der Fluss entwässert den 110 m hoch gelegenen Bakers Brook Pond zum Sankt-Lorenz-Golf. Er fließt in überwiegend westlicher Richtung von den Long Range Mountains zum Meer. Bei Flusskilometer 7,5 befinden sich die Bakers Brook Falls (⊙). Der Wasserfall ist vom Berry Hill-Zeltplatz über einen knapp 5 km langen Wanderweg erreichbar. Etwa 500 m oberhalb der Mündung überquert die Route 430 den Fluss. Südlich der Flussmündung liegt an der Küste die gleichnamige Siedlung Bakers Brook. Das Einzugsgebiet umfasst etwa 135 km². 

## Flussfauna
Der Lachsbestand im Flusssystem des Bakers Brook gilt als „nicht bedroht“.